# O Livro dos Espíritos
O Livro dos Espíritos (na língua francesa, Le Livre des Esprits) é o primeiro livro da Codificação Espírita publicado por Hippolyte Léon Denizard Rivail sob o pseudônimo de Allan Kardec. Esta obra contém os princípios do Espiritismo sobre a imortalidade da alma, a natureza dos Espíritos e suas relações com os homens, as Leis Morais, a vida presente, a vida futura e o porvir da humanidade (segundo os ensinamentos dos Espíritos Superiores, através de diversos médiuns, recebidos e ordenados por Allan Kardec). É uma das oito obras fundamentais para o estudo da Doutrina Espírita juntamente com: O Que É o Espiritismo? (1859); O Livro dos Médiuns (1861); O Evangelho segundo o Espiritismo (1863); O Céu e o Inferno ou a Justiça Divina Segundo o Espiritismo (1865); A Gênese - os Milagres e as Predições Segundo o Espiritismo (1868), Obras Póstumas (1890) e Revista Espírita (1858–1869).

## História
A obra veio a público em 18 de abril de 1857, lançada no Palais Royal, em Paris, na forma de perguntas e respostas, originalmente compreendendo 501 itens. Foi fruto dos estudos de Kardec sobre fenômenos como mesas girantes, psicografia e psicofonia, difundidos por toda a Europa e Estados Unidos em meados do século XIX, e que, segundo muitos pesquisadores da época, possuíam origem mediúnica. Foi o primeiro de uma série de cinco livros editados pelo pedagogo sobre o mesmo tema.
As médiuns que serviram a esse trabalho foram inicialmente as jovens Caroline e Julie Boudin (respectivamente, com 16 e 14 anos à época), às quais mais tarde se juntou Celine Japhet (com 18 anos à época) e a senhorita Ermmance Defaux (14 anos na época), que teria como guia espiritual São Luiz, no processo de revisão do livro. Após o primeiro esboço, o método das perguntas e respostas foi submetido à comparação com as comunicações obtidas por outros médiuns franceses, num total de "mais de dez", nas palavras de Kardec, cujos textos psicografados contribuíram para a estruturação do texto.
Segundo Canuto de Abreu, na página 7 de "O Primeiro Livro dos Espíritos", a segunda edição francesa foi lançada em 18 de março de 1860, tendo O Livro dos Espíritos, naquela reimpressão, sido revisto quase "como trabalho novo, embora os princípios não hajam sofrido nenhuma alteração, salvo pequeníssimo número de exceções, que são antes complementos e esclarecimentos que verdadeiras modificações". Para esta revisão, Kardec manteve contato com grupos espíritas de cerca de 15 países da Europa e das Américas. Nesta segunda edição é que aparecem 1018 perguntas e respostas, sendo que algumas edições atuais trazem 1019 perguntas, acréscimo que, segundo a Federação Espírita Brasileira (FEB), foi devido ao Codificador não ter numerado a pergunta imediatamente após a 1010, aquela que seria a 1011. Assim sendo, o livro teria, na prática, 1019 e não, 1018 perguntas.

## Características
O Livro dos Espíritos é a obra fundadora do Espiritismo. Ele trata dos aspectos científico, filosófico e religioso da doutrina, lançando as bases que seriam posteriormente aprofundadas, por Allan Kardec, nas demais obras da Codificação Espírita. A sua edição definitiva é composta de quatro partes: Livro Primeiro - Causas primeiras; Livro Segundo - Mundo espiritual ou dos Espíritos; Livro Terceiro - Leis morais; Livro Quarto - Esperanças e consolações.
A obra encontra-se dividia da seguinte forma:
- INTRODUÇÃO AO ESTUDO DA DOUTRINA ESPÍRITA
- PROLEGÔMENOS
- LIVRO PRIMEIRO - AS CAUSAS PRIMÁRIAS
  - CAPÍTULO I - DEUS
    - I - Deus e o Infinito
    - II - Provas da Existência de Deus
    - III - Atributos da Divindade
    - IV - Panteísmo

  - CAPÍTULO II - ELEMENTOS GERAIS DO UNIVERSO
    - I - Conhecimento do Princípio das Coisas
    - II - Espírito e Matéria
    - III - Propriedades da Matéria
    - IV - Espaço Universal

  - CAPÍTULO III - CRIAÇÃO
    - I - Formação dos Mundos
    - II - Formação dos Seres Vivos
    - III - Povoamento da Terra. Adão
    - IV - Diversidade das Raças Humanas
    - V - Pluralidade dos Mundos
    - VI - Considerações e Concordâncias Bíblicas Referentes à Criação

  - CAPÍTULO IV - PRINCÍPIO VITAL
    - I - Seres Orgânicos e Inorgânicos
    - II - A Vida e a Morte
    - III - Inteligência e Instinto
- LIVRO SEGUNDO - MUNDO ESPÍRITA OU DOS ESPÍRITOS
  - CAPÍTULO I - DOS ESPÍRITOS
    - I - Origem e Natureza dos Espíritos
    - II - Mundo Normal Primitivo
    - III - Forma e Ubiquidade dos Espíritos
    - IV - Perispírito
    - VI - Escala Espírita
    - VII - Progressão dos Espíritos
    - VIII - Anjos e Demônios

  - CAPÍTULO II - ENCARNAÇÃO DOS ESPÍRITOS
    - I - Finalidade da Encarnação
    - II - Da Alma
    - III - Materialismo

  - CAPÍTULO III - RETORNO DA VIDA CORPÓREA À VIDA ESPIRITUAL
    - I - A Alma após a Morte. Sua Individualidade. Vida Eterna
    - II - Separação da Alma e do Corpo
    - III - Perturbação Espírita

  - CAPÍTULO IV - PLURALIDADE DAS EXISTÊNCIAS
    - I - Da reencarnação
    - II - Justiça da Reencarnação
    - III - Encarnação nos Diferentes Mundos
    - IV - Transmigração Progressiva
    - V - Sorte das Crianças Após a Morte
    - VI - Sexo nos Espíritos
    - VII - Parentesco, Filiação
    - VIII - Semelhanças Físicas e Morais
    - IX - Ideias Inatas

  - CAPÍTULO V - CONSIDERAÇÕES SOBRE A PLURALIDADE DAS EXISTÊNCIAS
  - CAPÍTULO VI - VIDA ESPÍRITA
    - I - Espíritos Errantes
    - II - Mundos Transitórios
    - III - Percepções, Sensações e Sofrimentos dos Espíritos
    - IV - Ensaio Teórico Sobre a Sensação dos Espíritos
    - V - Escolha das Provas
    - VI - Relações de Além-Túmulo
    - VII - Relações Simpáticas e Antipáticas dos Espíritos. Metades Eternas
    - VIII - Lembrança da Existência Corpórea
    - IX - Comemoração dos Mortos. Funerais

  - CAPÍTULO VII - RETORNO À VIDA CORPORAL
    - I - Prelúdio do Retorno
    - II - União da Alma com o Corpo. Aborto
    - III - Faculdades Morais e Intelectuais
    - IV - Influência do Organismo
    - V - Idiotismo e Loucura
    - VI - Da Infância
    - VII - Simpatias e Antipatias Terrenas
    - VIII - Esquecimento do Passado

  - CAPÍTULO VIII - EMANCIPAÇÃO DA ALMA
    - I - O Sono e os Sonhos
    - II - Visitas Espíritas Entre Vivos
    - III - Transmissão Oculta de Pensamentos
    - IV - Letargia, Catalepsia, Morte Aparente
    - V - O Sonambulismo
    - VI - Êxtase
    - VII - Dupla Vista
    - VIII - Resumo Teórico do Sonambulismo, do Êxtase e da Dupla Vista

  - CAPÍTULO IX - INTERVENÇÕES DOS ESPÍRITOS NO MUNDO CORPÓREO
    - I - Penetração do Nosso Pensamento Pelos Espíritos
    - II - Influência Oculta dos Espíritos Sobre os Nossos Pensamentos e Nossas Ações
    - III - Possessos
    - IV - Convulsionários
    - V - Afeição dos Espíritos por Certas Pessoas
    - VI - Anjos da Guarda, Espíritos Protetores, Familiares ou Simpáticos
    - VII - Pressentimentos
    - VIII - Influência dos Espíritos Sobre os Acontecimentos da Vida
    - IX - Ação dos Espíritos Sobre os Fenômenos da Natureza
    - X - Os Espíritos Durante os Combates
    - XI - Dos Pactos
    - XII - Poder Oculto, Talismãs, Feiticeiros
    - XIII - Bênção e Maldição

  - CAPÍTULO X - OCUPAÇÕES E MISSÕES DOS ESPÍRITOS
  - CAPÍTULO XI - OS TRÊS REINOS
    - I - Os minerais e as Plantas
    - II - Os animais e o Homem
    - III - Metempsicose
- LIVRO TERCEIRO - AS LEIS MORAIS
  - CAPÍTULO I - A LEI DIVINA OU NATURAL
    - I - Caracteres da Lei Natural
    - II - Conhecimento da Lei Natural
    - III - O Bem e o Mal
    - IV - Divisão da Lei Natural

  - CAPÍTULO II - LEI DE ADORAÇÃO
    - I - Finalidade da Adoração
    - II - Adoração Exterior
    - III - Vida Contemplativa
    - IV - Da Prece
    - V - Politeísmo
    - VI - Sacrifícios

  - CAPÍTULO III - LEI DO TRABALHO
    - I - Necessidade do Trabalho
    - II - Limite do Trabalho. Repouso

  - CAPÍTULO IV - LEI DA REPRODUÇÃO
    - I - População do Globo
    - II - Sucessão e Aperfeiçoamento das Raças
    - III - Obstáculos à Reprodução
    - IV - Casamento e Celibato
    - V - Poligamia

  - CAPÍTULO V - LEI DA CONSERVAÇÃO
    - I - Instinto de Conservação
    - II - Meios de Conservação
    - III - Gozo dos Bens da Terra
    - IV - Necessário e Supérfluo
    - V - Privações Voluntárias. Mortificações

  - CAPÍTULO VI - LEI DE DESTRUIÇÃO
    - I - Destruição Necessário e Destruição Abusiva
    - II - Flagelos Destruidores
    - III - Guerras
    - IV - Assassino
    - V - Crueldade
    - VI - Duelo
    - VII - Pena de Morte

  - CAPÍTULO VII - LEI DE SOCIEDADE
    - I - Necessidade da Vida Social
    - II - Vida de Isolamento. Voto de Silêncio
    - III - Laços de Família

  - CAPÍTULO VIII - LEI DO PROGRESSO
    - I - Estado Natural
    - II - Marcha do Progresso
    - III - Povos Degenerados
    - IV - Civilização
    - V - Progresso da Legislação Humana
    - VI - Influência do Espiritismo no Progresso

  - CAPÍTULO IX - LEI DE IGUALDADE
    - I - Igualdade Natural
    - II - Desigualdade de Aptidões
    - III - Desigualdades Sociais
    - IV - Desigualdade das Riquezas
    - V - Provas da Riqueza e da Miséria
    - VI - Igualdade dos Direitos do Homem e da Mulher
    - VII - Igualdade Perante o Túmulo

  - CAPÍTULO X - LEI DE LIBERDADE
    - I - Liberdade Natural
    - II - Escravidão
    - III - Liberdade de Pensamento
    - IV - Liberdade de Consciência
    - V - Livre-Arbítrio
    - VI - Fatalidade
    - VII - Conhecimento do Futuro
    - VIII - Resumo Teórico do Móvel das Ações Humanas

  - CAPÍTULO XI - LEI DE JUSTIÇA, AMOR E CARIDADE
    - I - Justiça e Direito Natural
    - II - Direito de Propriedade. Roubo
    - III - Caridade e Amor ao Próximo
    - IV - Amor Maternal e Filial

  - CAPÍTULO XII - PERFEIÇÃO MORAL
    - I - As Virtudes e os Vícios
    - II - Das Paixões
    - III - Do Egoísmo
    - IV - Características do Homem de Bem
    - V - Conhecimento de Si Mesmo
- LIVRO QUARTO - ESPERANÇAS E CONSOLAÇÕES
  - CAPÍTULO I - PENAS E GOZOS TERRENOS
    - I - Felicidade e Infelicidade Relativas
    - II - Perda de Entes Queridos
    - III - Decepções, Ingratidão, Quebra de Afeições
    - IV - Uniões Antipáticas
    - V - Preocupação com a Morte
    - VI - Desgosto pela Vida. Suicídio

  - CAPÍTULO II - PENAS E GOZOS FUTUROS
    - I - O Nada. A Vida Futura
    - II - Intuição das Penas e dos Gozos Futuros
    - III - Intervenção de Deus nas Penas e Recompensas
    - IV - Natureza das Penas e Gozos Futuros
    - V - Penas Temporárias
    - VI - Expiação e Arrependimento
    - VII - Duração das Penas Futuras
    - VIII - Ressurreição da Carne
    - IX - Paraíso, Inferno, Purgatório. Paraíso Perdido. Pecado Original
- CONCLUSÃO

## Censura
Em setembro de 1861 o Sr. Lachâtre encomendou, de Barcelona, 300 volumes de obras espíritas, dentre as quais O Livro dos Espíritos. Ao chegarem, os livros foram apreendidos pelo bispo local, num episódio que ficou conhecido como "Auto de fé de Barcelona". A sentença foi executada a 9 de outubro, data que marca a intolerância religiosa, reagindo contra a divulgação da Doutrina Espírita.
A 1 de maio de 1864, a Igreja Católica incluiu a obra no "Index Librorum Prohibitorum" - o catálogo das obras cuja leitura é vedada aos seus fiéis.